# ایهور روکوفسکی
ایهور روکوفسکی (انگلیسی: Ihor Rutkovsky؛ زادهٔ ۲۸ مارس ۱۹۶۳) بازیکن فوتبال اهل اوکراین است.
از باشگاه‌هایی که در آن بازی کرده‌است می‌توان به اشاره کرد.
وی همچنین در تیم ملی فوتبال اوکراین بازی کرده‌است.